# Eredivisie (mannenhandbal) 2001/02
De Lucardi Eredivisie is de hoogste afdeling van het Nederlandse handbal bij de heren op landelijk niveau. In het seizoen 2001/2002 werd Wealer/V&L voor de vijfde keer landskampioen. DES '72 en Wienk/De Gazellen degradeerden naar de Eerste divisie.
Het team van Volendam nam na een jaar afwezigheid door de nieuwjaarsbrand in café het Hemeltje weer deel aan de competitie.

## Opzet
Eerst speelden de elf ploegen een reguliere competitie, de nummers een tot en met vijf van deze reguliere competitie speelden in de kampioenspoule, waarvan de beste twee zich kwalificeren voor de Best of Five-serie. De winnaar van deze serie is de landskampioen van Nederland. De nummers zes tot en met elf speelden in de degradatiepoule. De laagst geklasseerde ploeg in de degradatiepoule degradeerde rechtstreeks naar de eerste divisie. De een na laatste speelde een wedstrijd tegen de verliezer van het duel tussen de kampioenen van de beide eerste divisies, om één plaats in de eredivisie.

## Teams
| Club                  | Plaats      | Provincie     | Trainers                                             | Hal              |
| --------------------- | ----------- | ------------- | ---------------------------------------------------- | ---------------- |
| FIQAS/Aalsmeer        | Aalsmeer    | Noord-Holland | René Romeijn                                         | De Bloemhof      |
| BouwCoach/Bevo HC     | Panningen   | Limburg       |                                                      | Piushof          |
| BFC                   | Beek        | Limburg       | Maurice Canton                                       | De Haamen        |
| DES '72               | Papendrecht | Zuid-Holland  | Edwin Hofland                                        | De Donck         |
| De Groot Groep/E&O    | Emmen       | Drenthe       | Peter Portengen                                      | Angelslo         |
| Wienk/De Gazellen     | Doetinchem  | Gelderland    |                                                      | Rozengaarde      |
| Van der Voort Quintus | Kwintsheul  | Zuid-Holland  | Jan Alma                                             | Van der Voorthal |
| Primaz/Sittardia      | Sittard     | Limburg       | Jörg Bohrmann Gino Smits vertrokken in februari 2002 | Stadssporthal    |
| Axias/Tachos          | Waalwijk    | Noord-Brabant | Piotr Konitz                                         | Taxandriahal     |
| Wealer/V&L            | Geleen      | Limburg       | Jan Willem Hamers                                    | Glanerbrook      |
| Volendam              | Volendam    | Noord-Holland | George van Noesel                                    | De Seinpaal      |

## Stand
| Pos | Club                  | Wed | W  | G | V  | Ptn | DV  | DT  | +/−  | Opmerking                           |
| --- | --------------------- | --- | -- | - | -- | --- | --- | --- | ---- | ----------------------------------- |
| 1   | Wealer/V&L            | 20  | 16 | 2 | 2  | 34  | 565 | 469 | +96  | Gekwalificeerd voor kampioenspoule  |
| 2   | FIQAS/Aalsmeer        | 20  | 15 | 0 | 5  | 30  | 548 | 434 | +114 | Gekwalificeerd voor kampioenspoule  |
| 3   | De Grootgroep/E&O     | 20  | 14 | 1 | 5  | 29  | 542 | 480 | +62  | Gekwalificeerd voor kampioenspoule  |
| 4   | Van der Voort Quintus | 20  | 11 | 2 | 7  | 24  | 494 | 465 | +29  | Gekwalificeerd voor kampioenspoule  |
| 5   | BFC                   | 20  | 10 | 3 | 7  | 23  | 473 | 467 | +16  | Gekwalificeerd voor kampioenspoule  |
| 6   | BouwCoach/Bevo HC     | 20  | 10 | 2 | 8  | 22  | 500 | 485 | +15  | Gekwalificeerd voor degradatiepoule |
| 7   | Volendam              | 20  | 10 | 1 | 9  | 21  | 504 | 486 | +18  | Gekwalificeerd voor degradatiepoule |
| 8   | Primaz/Sittardia      | 20  | 10 | 0 | 10 | 20  | 508 | 497 | +11  | Gekwalificeerd voor degradatiepoule |
| 9   | Axias/Tachos          | 20  | 4  | 0 | 16 | 8   | 456 | 542 | −86  | Gekwalificeerd voor degradatiepoule |
| 10  | DES '72               | 20  | 2  | 1 | 17 | 5   | 407 | 538 | −130 | Gekwalificeerd voor degradatiepoule |
| 11  | Wienk/De Gazellen     | 20  | 2  | 0 | 18 | 4   | 415 | 560 | −145 | Gekwalificeerd voor degradatiepoule |

## Nacompetitie

### Degradatie poule
| Pos | Club              | Wed | W | G | V | Ptn | DV  | DT  | +/− | BP | Opmerking                                   |
| --- | ----------------- | --- | - | - | - | --- | --- | --- | --- | -- | ------------------------------------------- |
| 1   | BouwCoach/Bevo HC | 10  | 8 | 1 | 1 | 22  | 264 | 227 | +39 | 5  |                                             |
| 2   | Volendam          | 10  | 4 | 3 | 3 | 15  | 230 | 220 | +10 | 4  |                                             |
| 3   | Primaz/Sittardia  | 10  | 5 | 1 | 4 | 14  | 266 | 148 | +28 | 3  |                                             |
| 4   | Axias/Tachos      | 10  | 4 | 1 | 5 | 11  | 229 | 231 | −2  | 2  |                                             |
| 5   | DES '72           | 10  | 4 | 0 | 6 | 9   | 230 | 252 | −22 | 1  | Best of two tegen kampioenen eerste divisie |
| 6   | Wienk/De Gazellen | 10  | 2 | 0 | 7 | 4   | 211 | 264 | −53 | 0  | Directe degradatie naar eerste divisie      |

### Kampioenspoule
| Pos | Club                  | Wed | W | G | V | Ptn | DV  | DT  | +/− | BP | Opmerking                        |
| --- | --------------------- | --- | - | - | - | --- | --- | --- | --- | -- | -------------------------------- |
| 1   | Wealer/V&L            | 8   | 5 | 1 | 2 | 16  | 220 | 196 | +24 | 5  | Gekwalificeerd voor Best of Five |
| 2   | FIQAS/Aalsmeer        | 8   | 5 | 1 | 2 | 15  | 204 | 180 | +24 | 4  | Gekwalificeerd voor Best of Five |
| 3   | De Groot Groep/E&O    | 8   | 5 | 1 | 2 | 14  | 209 | 196 | +13 | 3  |                                  |
| 4   | Van der Voort Quintus | 8   | 2 | 1 | 5 | 7   | 193 | 207 | −14 | 2  |                                  |
| 5   | BFC                   | 8   | 1 | 0 | 7 | 3   | 192 | 239 | −47 | 1  |                                  |

## Best of Five
|  | Wealer/V&L | 20 - 21 | FIQAS/Aalsmeer | Glanerbrook, Geleen |
|  |            |         |                | Glanerbrook, Geleen |
|  |            |         |                | Glanerbrook, Geleen |

|  | FIQAS/Aalsmeer | 18 - 25 | Wealer/V&L | De Bloemhof, Aalsmeer |
|  |                |         |            | De Bloemhof, Aalsmeer |
|  |                |         |            | De Bloemhof, Aalsmeer |

|  | Wealer/V&L | 22 - 19 | FIQAS/Aalsmeer | Glanerbrook, Geleen |
|  |            |         |                | Glanerbrook, Geleen |
|  |            |         |                | Glanerbrook, Geleen |

|  | FIQAS/Aalsmeer | 22 - 24 | Wealer/V&L | De Bloemhof, Aalsmeer |
|  |                |         |            | De Bloemhof, Aalsmeer |
|  |                |         |            | De Bloemhof, Aalsmeer |

|  | Wealer/V&L | v | FIQAS/Aalsmeer | Glanerbrook, Geleen |
|  |            |   |                | Glanerbrook, Geleen |
|  |            |   |                | Glanerbrook, Geleen |

## Topscorers
Eindstand per 17 april 2002
| Pos | Naam             | Gls | Club           |
| --- | ---------------- | --- | -------------- |
| 1   | Rutger Sanders   | 135 | Wealer/V&L     |
| 2   | Eelco Overkleeft | 133 | FIQAS/Aalsmeer |
| 3   | Jo Delpire       | 124 | Wealer/V&L     |
| 4   | Joey Duin        | 122 | Volendam       |
| 5   | Björn Budding    | 120 | FIQAS/Aalsmeer |

## Trivia
- Tijdens de vierde en beslissende finalewedstrijd tussen FIQAS/Aalsmeer en Wealer/V&L gleed V&L-speler Rutger Sanders uit en scheurde zijn knieband af. Sanders was ruime tijd uit roulatie door de opgelopen blessure, desondanks wist Wealer/V&L de landstitel te behalen en Sanders werd zowel topscorer van het seizoen en uitgeroepen tot handballer van het jaar.